# Doe v. Bolton
Doe v. Bolton was een rechtszaak die voorkwam bij het Hooggerechtshof van de Verenigde Staten in 1973. Door de beslissing van het Hooggerechtshof werd de abortuswetgeving van de staat Georgia ongeldig verklaard. Op dezelfde dag dat het vonnis werd gegeven in Doe v. Bolton, 22 januari, deed het Hooggerechtshof ook uitspraak in de zaak Roe v. Wade, waarin de anti-abortuswet van Texas werd opgeheven.
De wet uit Georgia in kwestie stond abortus alleen toe in gevallen van verkrachting, wanneer de foetus een abnormale afwijking had of als de zwangerschap de gezondheid van de moeder in gevaar bracht. Verder moest de abortusprocedure goedgekeurd worden door drie afzonderlijke artsen én door een speciaal comité van het ziekenhuis waar de abortus werd uitgevoerd. Alleen mensen die permanent in Georgia verbleven kwamen in aanmerking voor de procedure.
In 1971 klaagde een zwangere vrouw, die het pseudoniem 'Mary Doe' kreeg om haar identiteit te beschermen, de procureur-generaal van Georgia aan, Arthur Bolton. Hij was officieel verantwoordelijk voor de wetgeving in Georgia. Een districtsrechtbank verklaarde de wet ongrondwettelijk, maar weigerde de controle van de drie artsen en het ziekenhuiscomité af te schaffen, noch de wet onmiddellijk buiten werking te laten treden. De vrouw ging daarom in beroep bij het Federale Hooggerechtshof, waar de rechters - net zoals in de zaak Roe v. Wade - de aanklager met zeven stemmen voor en twee tegen in het gelijk stelden.
De rechtszaken Doe en Roe zorgden ervoor dat abortus een grondwettelijk recht werd, waarmee vrijwel alle andere restrictieve of anti-abortuswetten in de staten buiten Texas en Georgia ook ongeldig verklaard werden.